# Натолевиці
Натолевиці (пол. Natolewice, нім. Natelfitz) — село в Польщі, у складі гміни Плоти Ґрифицького повіту Західнопоморського воєводства.
Населення — 258 осіб (2011).
У 1975—1998 роках село належало до Щецинського воєводства.

## Демографія
Демографічна структура станом на 31 березня 2011 року:
|          | Загалом | Допрацездатний вік | Працездатний вік | Постпрацездатний вік |
| -------- | ------- | ------------------ | ---------------- | -------------------- |
| Чоловіки | 124     | 28                 | 83               | 13                   |
| Жінки    | 134     | 28                 | 78               | 28                   |
| Разом    | 258     | 56                 | 161              | 41                   |

### Динаміка чисельності населення
| Рік  | Кількість мешканців |
| ---- | ------------------- |
| 2011 | 258                 |
| 2002 | —                   |
| 1995 | —                   |
| 1990 | —                   |

Дані за 2011 рік — згідно з переписом GUS. Попередні роки потребують уточнення.